# Rosidae
Rosidae é um termo botânico ao nível da subclasse. A definição desta subclasse varia de acordo com o sistema taxonómico utilizado, desde que seja incluída nesta a família Rosaceae. Um dos sistemas mais conhecidos a utilizar este termo, é o de Cronquist, em que em 1981, na versão original, definia a subclasse Rosidae com as seguintes ordens:
- subclasse Rosidae
ordem Rosales
ordem Fabales
ordem Proteales
ordem Myrtales
ordem Rhizophorales
ordem Cornales
ordem Santalales
ordem Rafflesiales
ordem Celastrales
ordem Euphorbiales
ordem Rhamnales
ordem Linales
ordem Polygalales
ordem Sapindales
ordem Geraniales
ordem Apiales

O Sistema APG III não faz uso formal de termos botânicos acima do patamar de ordem, no entanto inclui a maioria destes grupos no clado rosídeas (rosids).